# 수일고등학교
수일고등학교(水一高等學校)는 대한민국 경기도 수원시 장안구 조원동에 있는 공립 고등학교이다.

## 학교 연혁
- 2001년 1월 15일 : 수일고등학교 설립인가(3년제 36학급)
- 2001년 3월 1일 : 수일고등학교 개교
- 2001년 3월 1일 : 초대 김영렬 교장 취임
- 2001년 3월 5일 : 제1회 529명 입학(12학급)
- 2004년 2월 7일 : 제1회 졸업식(남 254명, 여 251명 계 505명)
- 2022년 9월 1일 : 제8대 송호현 교장 취임
- 2024년 1월 5일 : 제21회 졸업식(남 144명, 여 103명 계 247명) 누계 8,655명
- 2024년 3월 4일 : 303명 입학(11학급)

## 참고 자료
- 수일고등학교 - 한국교육학술정보원 학교알리미